# VidaXL
vidaXL is een online shop uit Nederland, vertegenwoordigd in 29 Europese landen, Australië en de Verenigde Staten. Het hoofdkantoor van vidaXL is gevestigd in Venlo en het bedrijf had begin 2022 ongeveer 2000 mensen in dienst.

## Geschiedenis
In 2006 zijn Gerjan den Hartog en Wouter Bakker begonnen met het kleinschalig online verkopen van producten op eBay. Het assortiment groeide snel en in 2008 besloten ze een eigen online shop te openen onder de naam "Koopgoedkoop.nl".
In 2009 werd een tweede kantoor geopend in Utrecht. In 2012 verhuisde het hoofdkantoor van Nijmegen naar Venray en in hetzelfde jaar werd ook een kantoor in Shanghai geopend. In 2013 begon het bedrijf met de verkoop van de eerste producten van het eigen merk "vidaXL". Het bedrijf breidde in 2014 uit naar acht Europese landen en Australië. In 2016 vierde vidaXL zijn 10e verjaardag en opende een webshop in de Verenigde Staten. In 2017 werd de online shop uitgebreid tot een marktplaats, waar externe verkopers hun goederen kunnen verkopen. Het bedrijf verhuisde 2017 naar een nieuw hoofdkantoor in Venlo, met een distributiecentrum van 100.000 m². Het bedrijf heeft hier later magazijnen in Venlo aan toegevoegd en in 2022 een vestiging geopend in Września te Polen. In 2022 startte het bedrijf ook met de verkoop in Dubai en Japan. Wereldwijd heeft vidaXL 700.000 m² magazijnruimte.  In januari 2025 heeft vidaXL de eerste fysieke winkel geopend in Zaandam, en in datzelfde jaar volgde een tweede winkel in Tilburg.

## Assortiment
Tot 2013 verkocht het bedrijf artikelen van andere partijen en in 2013 is het begonnen met het aanbieden van eigen artikelen. Deze artikelen worden sinds 2019 ook door het bedrijf zelf geproduceerd. Het bedrijf biedt een eigen assortiment aan met artikelen in de categorieën Wonen en Tuin, Doe-het-Zelf, Huishoudelijke Artikelen, buitenspeelgoed en Wellness en Fitness.
Naast het aanbieden van artikelen op de eigen websites, is het bedrijf actief op verschillende marktplaatsen, zoals bol.com en Fonq. Daarnaast biedt het bedrijf aan om artikelen via een dropshipping programma, genaamd dropshippingXL, te verkopen.

## Supply Chain Valley
Supply Chain Valley is een innovatiehub in Venlo waar bedrijven, kenniscentra en de overheid nauw samenwerken. Het idee werd 2020 gelanceerd door vidaXL, waarna Brightlands Institute for Supply Chain Innovation (BISCI) aanhaakte om het plan uit te werken. Inmiddels hebben ook andere bedrijven aangehaakt waaronder: Moonen Packaging, Seacon Logistics en Arvato Supply Chain Solutions. De bedrijven wordt via BISCI ondersteund door onderzoek en begeleiding van de Universiteit Maastricht, TNO, Fontys Hogescholen en Zuyd Hogeschool. Het doel is om tastbare resultaten te behalen op het gebied van duurzaamheid, end-to-end digital supply chain, deeleconomie, personeel van de toekomst en magazijn van de toekomst.

## Sponsoring
- 2019 sponsor van Oud Limburgs Schuttersfeest in Sevenum
- In 2020 werd vidaXL shirtsponsor van Eredivisie club VVV-Venlo[5], het contract werd in 2025 verlengd.[6]

## Misstanden
In 2024 en 2025 verrichtte NRC Handelsblad onderzoek naar misstanden bij het bedrijf. Volgens de krant werd het personeel slecht behandeld en betaald, en is er overlast en huisvestingsproblematiek door de vele buitenlandse arbeidsmigranten die VidaXL heeft aangetrokken. Duurzaamheidsambities voor het bedrijventerrein zijn op de achtergrond geraakt. De kwaliteit van de goederen en de service waren slecht. De meeste sponsoringscontracten werden na korte tijd weer gestopt.